# Route nationale 5 (Luxembourg)
Pour les articles homonymes, voir N5 et Route nationale 5.
La route nationale 5 est une route nationale luxembourgeoise reliant Luxembourg à Longlaville.